# Huaycán
Huaycán (oficialmente denominada Comunidad Urbana Autogestionaria de Huaycán) é uma cidade de Lima, Peru, localizada no distrito de Ate, aproximadamente 16,5 quilômetros a leste de Lima. É o lar de milhares de colonos imigrantes de diferentes partes do Peru que buscam melhorar seu padrão de vida e oportunidades de trabalho na cidade de Lima. Tem uma população de mais de 160.000 habitantes.

## Sites de interesse
- A Zona Arqueológica Monumental Huaycán de Pariachi,[4][5][6][7] centro arqueológico pré-hispânico, guarda amostras e riquezas da expressividade construtiva dos antigos peruanos. Sua entrada está localizada em uma das curvas da Avenida Los Incas que faz fronteira com o bairro El Descanso desde 1972. Em 10 de outubro de 2000, foi declarada Patrimônio Cultural da Nação, o que reforça a intangibilidade das áreas, seu verdadeiro nome é Huaycán Complexo Monumental Arqueológico de Pariachi.

- A Catedral de San Andrés de Huaycán, fundada nos anos noventa, está localizada no atual Centro Cívico de Huaycán, é a mais alta representação do catolicismo no Cone Oriental e a sede titular do bispo da Diocese de Chosica.

- O Hospital de Huaycán, primeiro foi um posto de saúde que foi criado em setembro de 1984, depois em 31 de julho de 2003 pela Resolução Ministerial nº 0868-2003-SA / DM o Centro de Saúde foi elevado à categoria de Hospital de Baixa Complexidade I, é atualmente localizado na Av. JC Mariátegui S / N Zona "B".

- O Parque Industrial de Huaycán, fundado em 1998, está localizado na margem esquerda do riacho vindo da Rodovia Central pela avenida Andrés Avelino Cáceres, concentra o desenvolvimento produtivo de cinco grandes setores econômicos, metal-mecânico, madeira, têxtil, calçado e artesanato.

## Galeria

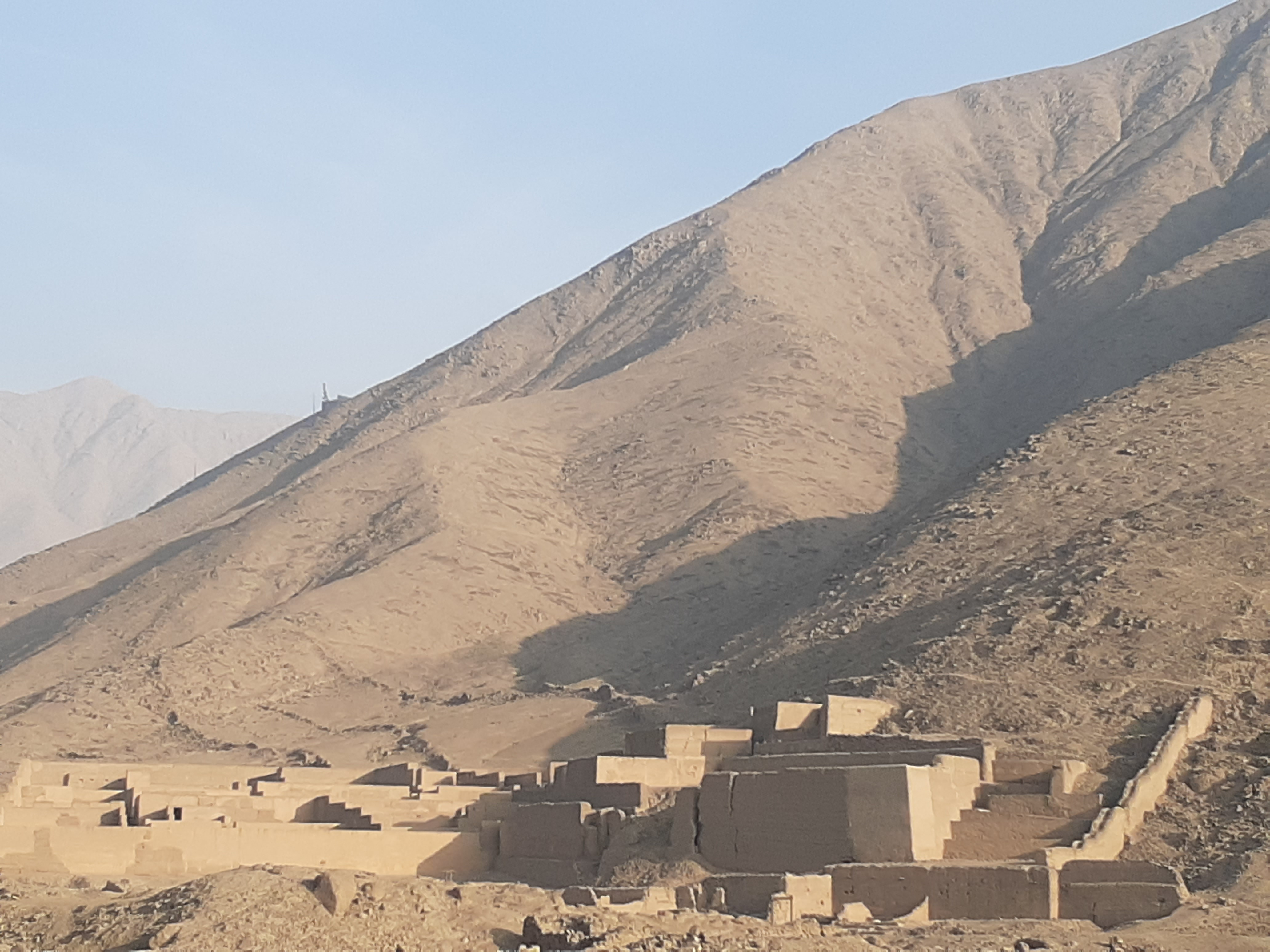
Sítio arqueológico Huaycán de Pariachi
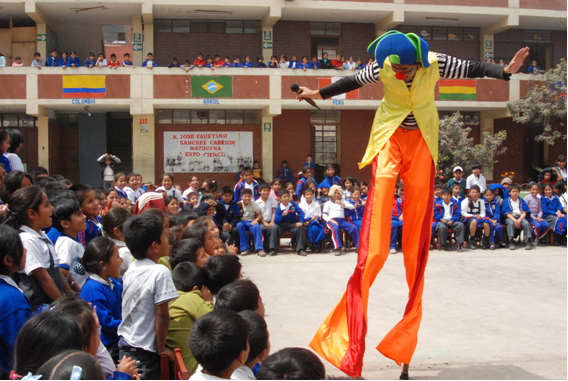
Campanha nas escolas de Huaycán
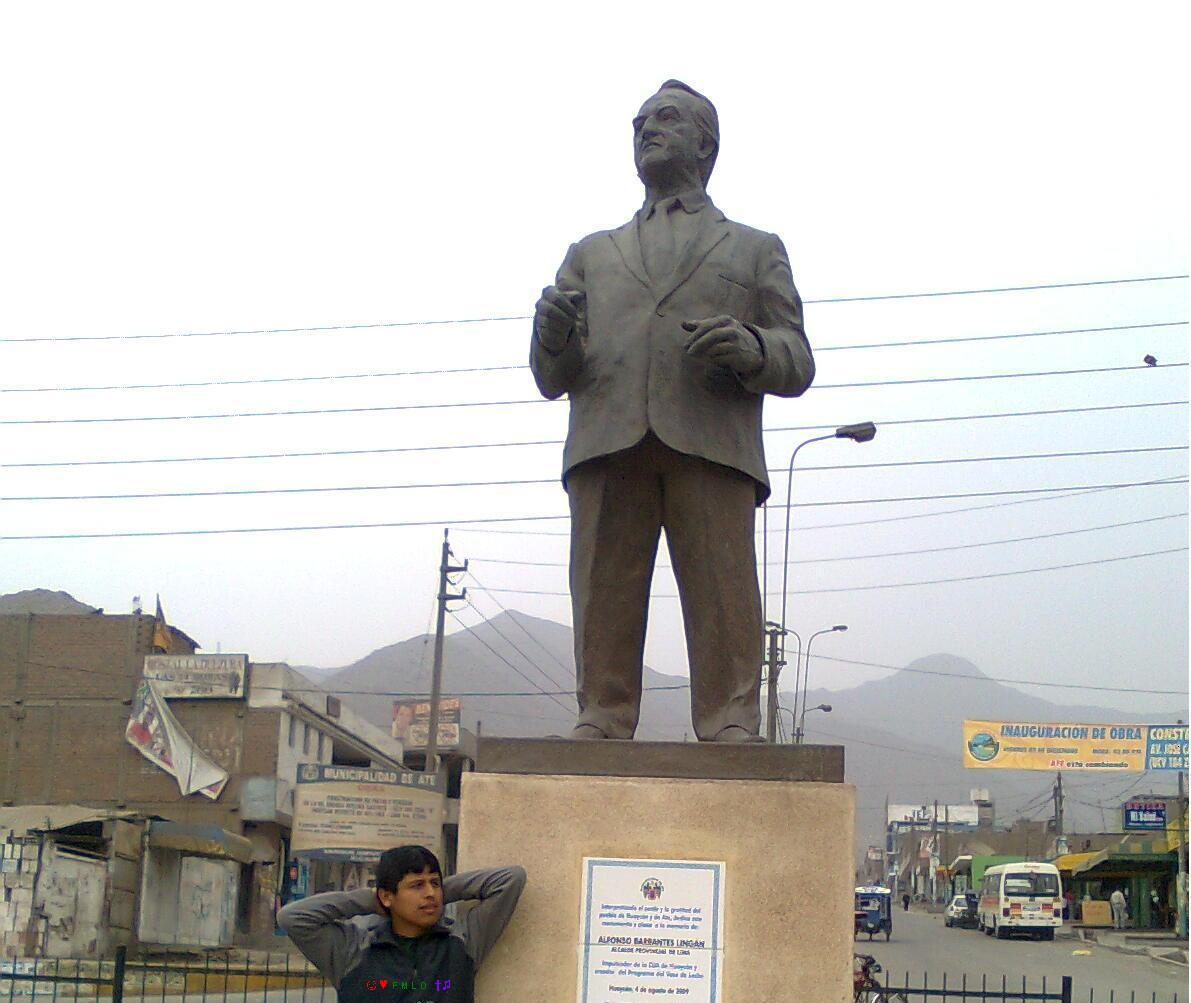
Monumento ao ex-prefeito Alfonso Barrantes